# Ivana Veberová
Ivana Veberová (* 4. března 1984, České Budějovice) je česká operní pěvkyně, mladodramatický soprán.

## Život
Je svobodná, žije střídavě v rodném Lišově u Českých Budějovic a v Plzni, kde má stálé angažmá jako sólistka divadle Josefa Kajetána Tyla. Jejím děd je dlouholetý divadelní ochotník a šiřitel kultury v budějovickém okrese Zdeněk Vodrážka], architekt Martin Veber je její bratr.

### Hudební kariéra
V roce 2005 absolvovala pražskou konzervatoř ve třídě profesorky Denygrové[nedostupný zdroj]. V průběhu studia získávala uznání v českých i mezinárodních pěveckých soutěžích. Debutovala v plzeňském divadle Josefa Kajetána Tyla rolí Mařenky v opeře Prodaná nevěsta, do roku 2006 zde hostovala a následně získala stálé angažmá. Stejné role se Ivana Veberová ujala i v novém nastudování nejznámější Smetanovy opery v roce 2014 (šéfdirigent Oliver Dohnányi, režisérka Jana Kališová). V září 2014 byla tímto opusem slavnostně otevřena Nová budova plzeňského divadla.
Za excelentně pojatou ústřední roli získala divadelní Cenu Thálie pro rok 2014 za mimořádný jevištní výkon v kategorii opera. "Ivana Veberová vystihla Mařenku jako holku, která má už nejvyšší čas na vdávání, žárlivě si svého fešáka střeží a pragmaticky chápe, že láska prochází žaludkem. Pro takové pojetí má její sytý mladodramatický soprán tu správnou míru průraznosti ve výrazové škále od energické umanutosti po dojemné lkaní nad Jeníkovou domnělou věrolomností."

### Další významné role
- B. Martinů: Hry o Marii (Mariken, Panna Maria),
- M. P. Musorgskij: Boris Godunov (Marina, Xenie),
- B. Smetana: Prodaná nevěsta (Mařenka),
- B. Smetana: Dalibor (Jitka),
- A. Dvořák: Rusalka (Rusalka),
- W. A. Mozart: Figarova svatba (Hraběnka),
- G. Verdi: Otello (Desdemona),
- L. Janáček: Její pastorkyňa (Jenůfa),
- P. I. Čajkovskij: Panna orleánská (Agnes Sorel),
- F. Cilea: Adriana Lecouvreur (Adriana),
- W. A. Mozart: Kouzelná flétna (1. dáma),
- G. Puccini: Turandot (Liu),
- A. Dvořák: Jakobín (Julie),
- G. Puccini: Gianni Schicchi (La Ciesca),
- G. Verdi: Rigoletto (Hraběnka Ceprano),
- A. P. Borodin: Kníže Igor (Jaroslavna),
- W. A. Mozart: Don Giovanni (Donna Elvira),
- A. Ponchielli: La Gioconda (Gioconda),
- G. Puccini: Tosca (Floria Tosca),
- G. Verdi: La traviata (Flora Bervoix),
- B. Martinů: Voják a tanečnice (Černoška),
- J. Offenbach: Hoffmannovy povídky (Antonia),
- G. Verdi: Aida (Aida),
- P. Mascagni: Sedlák kavalír (Santuzza),
- B. Smetana: Libuše (Libuše),
- G. Puccini: Edgar (Fidelia),
- C. M. Weber: Čarostřelec (Agáta),
- G. Verdi: Macbeth (Lady Macbeth),
- A. Honegger: Jana z Arku (svatá Markéta),
- P. I. Čajkovskij: Evžen Oněgin (Taťána).